# Хабиб (певец)
Хабибрахман Сабирович Шарипов (тат. Хәбибрахман Сабир Улы Шәрипов, род. 1 июня 1990, Казань), более известный мононимно как Хабиб, — российский певец и видеоблогер. Известен как исполнитель песни «Ягода малинка».

## Биография
Хабиб-Рахман Шарипов родился 1 июня 1990 года в Казани. Проходил службу в МВД в должности эксперта-криминалиста в экспертно-криминалистическом подразделении. Специальное звание — капитан полиции.
В 2018 году Хабиб приехал в Москву для прохождения кастинга в шоу Песни на ТНТ и выступил с треком «Шантай». Далее начал сотрудничать с популярным продюсером Максимом Фадеевым, правда непродолжительно. 
В январе 2022 года Шарипову из-за концертов в Крыму был запрещён въезд в Литву: он не может посещать страну до 21 января 2027 года. В связи с этим был отменён запланированный на январь концерт в Литве, певцу не позволили вылететь в Вильнюс после прохождения паспортного контроля.
В 2022 году принял участие в 1 сезоне шоу «Аватар» на телеканале НТВ в образе Буратино. Продержался до финала.
17 октября 2023 года Хабиб принял участие в трибьют-концерте, посвященном памяти Юрия Шатунова с его песней «Не бойся».
В 2024—2025 годах принял участие в 3 сезоне шоу Первого канала «Фантастика» в образе Незнайки. Продержался до финала, занял шестое место.

## Дискография
|                          |                                                                                             | Высшие позиции в чартах | Высшие позиции в чартах | Высшие позиции в чартах |
| Top Radio & YouTube Hits | Top Radio Hits                                                                              | Top YouTube Hits        |                         |                         |
| ------------------------ | ------------------------------------------------------------------------------------------- | ----------------------- | ----------------------- | ----------------------- |
| 2017                     | «Человек-океан» (совместно с Раимом Тригером)                                               | —                       | —                       | —                       |
| 2018                     | «Дикая»                                                                                     | —                       | —                       | —                       |
| 2018                     | «Шантай»                                                                                    | —                       | —                       | —                       |
| 2018                     | «Черноглазая»                                                                               | —                       | —                       | —                       |
| 2018                     | «Моё сердце с тобой» (совместно с Евгенией Майер)                                           | —                       | —                       | —                       |
| 2018                     | «Это MALFA» (совместно с Кристиной Кошелевой, Maksim Svoboda, Родионом Толочкином & Soufee) | —                       | —                       | —                       |
| 2019                     | «Фосфор»                                                                                    | —                       | —                       | —                       |
| 2019                     | «Яратмыйсын» (совместно с Лией Шамсиной)                                                    | —                       | —                       | —                       |
| 2019                     | «Недотрога»                                                                                 | —                       | —                       | —                       |
| 2019                     | «Лето любовь»                                                                               | —                       | —                       | —                       |
| 2019                     | «Маяки»                                                                                     | —                       | —                       | —                       |
| 2019                     | «Костры»                                                                                    | —                       | —                       | —                       |
| 2019                     | «Половина моя» (совместно с Артемом)                                                        | —                       | —                       | —                       |
| 2020                     | «Эйя»                                                                                       | —                       | —                       | —                       |
| 2020                     | «Дискотека»                                                                                 | —                       | —                       | —                       |
| 2020                     | «Ближе»                                                                                     | нет данных              | нет данных              | нет данных              |
| 2020                     | «Девчонка со двора»                                                                         | 418                     | нет данных              | 72                      |
| 2020                     | «Ягода малинка»                                                                             | 1                       | 55                      | 1                       |
| 2021                     | «Грустинка»                                                                                 | 116                     | 552                     | 46                      |
| 2021                     | «Моменты» (совместно с Колей Кировским)                                                     | нет данных              | нет данных              | нет данных              |
| 2021                     | «Открытка» (совместно с Ваней Дмитриенко)                                                   | 643                     | 715                     | нет данных              |
| 2021                     | «Ягодка малинка» (совместно с DJ Smash)                                                     |                         |                         |                         |
| 2021                     | «Беги» (совместно с DJ Smash)                                                               |                         |                         |                         |
| 2021                     | «Разрывная»                                                                                 |                         |                         |                         |
| 2021                     | «На 4 этаже»                                                                                |                         |                         |                         |
| 2021                     | «Дискотанцы» (совместно с Galibri & Mavik)                                                  |                         |                         |                         |
| 2021                     | «Жёлтое такси» (совместно с Radjo)                                                          |                         |                         |                         |
| 2022                     | «Ой, мороз»                                                                                 |                         |                         |                         |
| 2022                     | «Тучи круче» (совместно с Иванушки International)                                           |                         |                         |                         |
| 2022                     | «Тополиный пух» (кавер на песню Иванушки International)                                     |                         |                         |                         |
| 2022                     | «Чили» (совместно с Super Жориком)                                                          |                         |                         |                         |
| 2023                     | «Ой какая ты»                                                                               |                         |                         |                         |
| 2023                     | «Чебурашка» (кавер на песню из мультика)                                                    |                         |                         |                         |
| 2023                     | «Океан»                                                                                     |                         |                         |                         |
| 2023                     | «Аптечка»                                                                                   |                         |                         |                         |
| 2023                     | «Серёга Жуков»                                                                              |                         |                         |                         |
| 2023                     | «Рубашка красная»                                                                           |                         |                         |                         |
| 2024                     | «Девочка гуляет»                                                                            |                         |                         |                         |
| 2024                     | «Джими Джими» (совместно с Sayli Ke)                                                        |                         |                         |                         |
| 2024                     | «Мёд» (совместно с Артуром Пирожковым)                                                      |                         |                         |                         |

## Видеография
| Год  | Клип                                              | Режиссёр           |
| ---- | ------------------------------------------------- | ------------------ |
| 2018 | «Дикая»                                           | Владислав Некрасов |
| 2019 | «Яратмыйсын» (совместно с Лией Шамсиной)          | Нэлли Молоданова   |
| 2021 | «Ягода малинка»                                   | OVEN               |
| 2021 | «Грустинка»                                       | Баяр Барадиев      |
| 2021 | «Открытка» (совместно с Ваней Дмитриенко)         | Даниэль Ким        |
| 2021 | «Дискотанцы» (совместно с Galibri & Mavik)        | Эльвин Фомин       |
| 2021 | «Жёлтое такси» (mood video) (совместно с Radjo)   | Борис Афанасьев    |
| 2022 | «Тучи круче» (совместно с Иванушки International) | Геннадий Денежных  |
| 2023 | «Ой какая ты»                                     | Не указан          |
| 2023 | «Аптечка»                                         | Не указан          |
| 2024 | «Мёд»                                             | GEX                |

## Фильмография
| Год  |   | Название                       | Роль                                 |
| ---- | - | ------------------------------ | ------------------------------------ |
| 2022 | ф | СамоИрония судьбы              | певец в образе Эдуарда Хиля          |
| 2023 | с | Родные люди (новелла «Казань») | Артём, администратор отеля «Малинка» |

## Награды
| Год  | Премия              | Категория/работа                        | Результат | Ист.          |
| ---- | ------------------- | --------------------------------------- | --------- | ------------- |
| 2021 | Премия RU.TV        | Лучший старт: «Ягода малинка»           | Номинация | [ 14 ]        |
| 2021 | Премия МУЗ-ТВ       | Прорыв года                             | Номинация | [ 15 ] [ 16 ] |
| 2022 | Премия RU.TV        | Музыкальный блогер                      | Победа    | [ 17 ]        |
| 2023 | «Золотой граммофон» | Награда за песню «Ой какая ты»          | Победа    |               |
| 2024 | «Золотой граммофон» | Награда за песню «Мёд» с Артур Пирожков | Победа    |               |